# Срђан Ивановић
Срђан Ивановић (Београд, Земун, 20. мај 1970) српски је глумац.

## Биографија
Срђан Ивановић је српски глумац рођен у Земуну 20. маја 1970. године. Ожењен је и има две ћерке.
Дипломирао на Академији уметности, одсек глума у класи професорке Мирјане Карановић. Асистент је на одсеку глуме на Факултету савремених уметности.

## Политички ангажман као маскота
На изборима за одборнике Скупштине града Београда 2024. године био је ангажован као маскота Света изборне листе Београд је Свет(а) – Странка правде и помирења – Усаме Зукорлић. Визуелни изглед маскоте је био са кацигом за тркачки мотор која је скривала лице особе, бели плашт и мајица са натписом СПП. Ивановић иако маскота изборне кампање није се формално налазио на изборној листи СПП-а.

## Филмографија
| Год.       | Назив                    | Улога                    |
| ---------- | ------------------------ | ------------------------ |
| 2000-е     |                          |                          |
| 2001.      | Све је за људе           | Душан Митић "Тејлор"     |
| 2002.      | Породично благо          | Новинар                  |
| 2003.      | Казнени простор          |                          |
| 2004.      | Карађорђе и позориште    | Ненадовић                |
| 2005.      | Сакупљач                 |                          |
| 2005.      | Љубав, навика, паника    | Драгиша                  |
| 2006.      | Идеалне везе             | Младић са цвећем         |
| 2007.      | Коњи врани               | Салашар                  |
| 2008.      | Цимери                   |                          |
| 2008.      | Заборављени умови Србије | Милан Грол/Критичар 1    |
| 2009.      | Заувијек млад            | Цвећар                   |
| 2009.      | Јесен стиже, дуњо моја   | Салашар/Тесар            |
| 2010-е     |                          |                          |
| 2010.      | Приђи ближе              | Школски полицајац Милкан |
| 2010.      | Наша мала клиника        | Никола                   |
| 2011.      | Циркус 3Д                | Свирач у оркестру        |
| 2012.      | Војна академија          | Секретар начелника       |
| 2013.      | Чекрк                    | Радисав                  |
| 2013.      | Синђелићи                | Свештеник                |
| 2015—2016. | Синђелићи                | Гане                     |
| 2016.      | Главом кроз зид          | Комшија                  |
| 2016.      | Први сервис              | Кум Митар                |
| 2020.      | Камионџије д.о.о.        | Железничар               |
| 2020-е     |                          |                          |
| 2023.      | Херој улице              |                          |